# Río Cando
El Cando es un río de San Marino oriental. Surge al este del monte San Cristoforo, y luego fluye hacia el noreste para unirse al Marano cerca de la ciudad de Faetano.
En las cercanías del Cando se desarrolló, en el año 1944 la batalla de Monte Pulito.